# Balatoncsicsó

Balatoncsicsós vapen

Balatoncsicsó är ett samhälle i Veszprém i Ungern. Balatoncsicsó ligger i distriktet Balatonfüred och har en area på 13,20 km². År 2019 hade Balatoncsicsó totalt 214 invånare.